# Aleksandr Nikichine
Aleksandr Aleksandrovitch Nikichine - en russe : Александр Александрович Никишин et en anglais : Alexander Nikishin - (né le 2 octobre 2001 à Oriol en Russie) est un joueur professionnel russe de hockey sur glace. Il évolue au poste de défenseur.

## Biographie

### Carrière en club
Formé à l'Atlant Mytichtchi, il a également joué dans les équipes de jeunes du HK CSKA Moscou. Il commence en junior dans la MHL lors de la saison 2018-2019 avec le MHK Krylia Sovetov. Le 2 septembre 2019, il joue son premier match dans la KHL avec le HK Spartak Moscou face au Dinamo Riga. Il est choisi au troisième tour, en soixante-neuvième position par les Hurricanes de la Caroline lors du repêchage d'entrée dans la LNH 2020. Le 31 juillet 2022, il est échangé au SKA Saint-Pétersbourg en retour d'une compensation monétaire et de neuf joueurs : Fiodor Svetchkov, Nikita Tchibrikov, Nikita Sedov, Pavel Koukchtel, Maksim Kroviakov ainsi que les droits KHL des joueurs évoluant en Amérique du Nord Ivan Morozov, Guerman Roubtsov, Kirill Martchenko et Mikhaïl Maltsev.
Le 15 mai 2025, il joue son premier match dans la Ligue nationale de hockey avec les Hurricanes de la Caroline face aux Capitals de Washington.

### Carrière internationale
Il représente la Russie au niveau international. Il prend part aux sélections jeunes. Il honore sa première sélection avec l'équipe nationale senior le 11 novembre 2021 face à la Finlande lors d'un match de la Coupe Karjala.

## Statistiques

### En club
| Saison    | Équipe                    | Ligue |    | Saison régulière | Saison régulière | Saison régulière | Saison régulière | Saison régulière  |                   | Séries éliminatoires | Séries éliminatoires | Séries éliminatoires | Séries éliminatoires | Séries éliminatoires |
| Saison    | Équipe                    | Ligue | PJ | B                | A                | Pts              | Pun              | PJ                | B                 | A                    | Pts                  | Pun                  |                      |                      |
| 2018-2019 | MHK Krylia Sovetov        | MHL   | 62 | 8                | 17               | 25               | 55               | -                 | -                 | -                    | -                    | -                    |                      |                      |
| 2019-2020 | MHK Spartak               | MHL   | 6  | 0                | 3                | 3                | 4                | 2                 | 0                 | 0                    | 0                    | 2                    |                      |                      |
| 2019-2020 | HK Spartak Moscou         | KHL   | 29 | 0                | 3                | 3                | 2                | 3                 | 0                 | 1                    | 1                    | 5                    |                      |                      |
| 2019-2020 | Khimik Voskressensk       | VHL   | 2  | 0                | 0                | 0                | 0                | -                 | -                 | -                    | -                    | -                    |                      |                      |
| 2020-2021 | HK Spartak Moscou         | KHL   | 20 | 1                | 4                | 5                | 4                | 4                 | 0                 | 0                    | 0                    | 2                    |                      |                      |
| 2020-2021 | Khimik Voskressensk       | VHL   | 3  | 0                | 3                | 3                | 0                | 2                 | 0                 | 0                    | 0                    | 0                    |                      |                      |
| 2020-2021 | MHK Spartak               | MHL   | 1  | 0                | 0                | 0                | 2                | 2                 | 1                 | 1                    | 2                    | 2                    |                      |                      |
| 2021-2022 | HK Spartak Moscou         | KHL   | 46 | 8                | 4                | 12               | 39               | 3                 | 1                 | 1                    | 2                    | 0                    |                      |                      |
| 2021-2022 | Khimik Voskressensk       | VHL   | 0  | 0                | 0                | 0                | 0                | 3                 | 0                 | 2                    | 2                    | 2                    |                      |                      |
| 2022-2023 | SKA Saint-Pétersbourg     | KHL   | 65 | 11               | 44               | 55               | 50               | 16                | 4                 | 4                    | 8                    | 10                   |                      |                      |
| 2023-2024 | SKA Saint-Pétersbourg     | KHL   | 67 | 17               | 39               | 56               | 39               | 5                 | 1                 | 0                    | 1                    | 4                    |                      |                      |
| 2024-2025 | SKA Saint-Pétersbourg     | KHL   | 61 | 17               | 29               | 46               | 32               | 4                 | 2                 | 1                    | 3                    | 2                    |                      |                      |
| 2024-2025 | Hurricanes de la Caroline | LNH   | -  | -                | -                | -                | -                | Saison en cours ? | Saison en cours ? | Saison en cours ?    | Saison en cours ?    | Saison en cours ?    |                      |                      |

### En équipe nationale
| Année | Compétition     |   | PJ | B | A | Pts | Pun | +/-               |  | Résultat |
| 2022  | Jeux olympiques | 6 | 0  | 0 | 0 | 4   | +2  | Médaille d'argent |  |          |